# Charles Raabe
Pour les articles homonymes, voir Raabe.
Charles Hubert Raabe, né le 3 mai 1811 à Bayonne et mort le 29 mai 1889 dans le 7e arrondissement de Paris, est un officier de cavalerie et écrivain hippologiste français.

## Biographie
D’origine alsacienne, Charles Raabe est né à Bayonne le 3 mai 1811. Fils d’ouvrier, il grandit dans un milieu très modeste. Le cheval ne le passionnait guère et s’il s’engage le jour de ses 19 ans, en 1830,  au 6e régiment de lanciers, c’est vraisemblablement parce que la solde y était plus élevée que chez les fantassins ou les artilleurs qui avaient sa préférence.
Il étonna tout de suite ses supérieurs par son intelligence, très au-dessus de la moyenne, son esprit mordant et sa facilité d’adaptation. En moins de deux mois, il devint un cavalier très acceptable et fut aussitôt nommé brigadier. Un an plus tard, il instruit les jeunes recrues ; son lieutenant lui faisant toute confiance. Il est nommé sous-lieutenant en 1840 et devient officier instructeur à l'École de cavalerie de Saumur en 1842.
Il y subit deux influences, celle du commandant Rousselet d’abord, qui lui apprit la légèreté, et celle de Baucher ensuite, invité par l’Ecuyer en chef, le commandant de Novital, à faire l’expérience de sa nouvelle méthode. Raabe ne participa pas au stage de Baucher réservé à 24 officiers de l’état-major de l’Ecole de cavalerie et à 48 capitaines et lieutenants détachés des corps de troupe. Les leçons se déroulaient cinq fois par jour, dans le Grand Manège et Raabe, dès que son emploi du temps le lui permettait, était le spectateur assidu et discret des reprises de Baucher qui devait professer à Saumur trois mois, mais le général de Sparre écourta sa mission qui n’apparaissait pas concluante, au bout d’un mois et demi. Raabe qui avait été conquis d’emblée, mettait en pratique ce qu’il avait vu et entendu chaque soir. Il s’imprégnait aussi du premier ouvrage de Baucher, Dictionnaire raisonné d’équitation, qu’un libraire de Saumur avait eu beaucoup de mal à lui procurer.
La disgrâce de Raabe coïncida avec la fin du cours de Baucher. Alors qu' avait été inscrit  sur la liste des officiers susceptibles d’être proposés au ministre de la guerre pour l’emploi de sous-écuyer, l’admiration qu’il professait à l’égard de Baucher, qui ne lui avait pourtant jamais adressé la parole, lui coûta cette promotion. En 1843, il ne fallait pas être Bauchériste. Cela n’empêcha pas Raabe de profiter d’une longue permission pour aller suivre à ses frais les cours de Baucher à Paris. Le maître et l’élève, cette fois, se parlèrent longuement et Baucher, constatant qu’il avait affaire à un cavalier d’exception, insista pour ne pas être payé.
De retour au sixième de Lanciers, Raabe est nommé lieutenant en 1844 et presque aussitôt puni de 30 jours d’arrêts de rigueur pour insubordination car Il refusait d’appliquer le manuel. Il met cette période à profit pour écrire un Manuel équestre pour dresser les jeunes chevaux d’après les principes de M. Baucher, afin d’en permettre l’instauration dans l’armée malgré la défaveur du ministère. L’ouvrage parut, à compte d’auteur, quelques mois plus tard et sa diffusion fut réduite. En 1847, il récidive avec un Résumé de la nouvelle école d’équitation paru à Metz où son régiment tenait garnison. En 1848, il est enfin capitaine, mais l’année suivante il est placé en situation de non-activité par retrait d’emploi. L’homme dérange par son impétuosité, sa politesse glacée et son humour mordant.
Pendant presque trois ans, Raabe va donner des cours d’équitation à Lunéville, puis à Paris, avant d’être rappelé au service et affecté le 3 avril 1852  au 6e régiment de dragons. Il peut enfin appliquer sa méthode sans crainte de déplaire, le colonel étant aussi un admirateur de Baucher. Mais il va compromettre une nouvelle fois sa carrière quand il publie à Marseille où son régiment est dans l’attente d’embarquer pour Sébastopol et la guerre de Crimée, un pamphlet intitulé Examen du cours d’équitation de M. d’Aure. Depuis 1847, il fulmine contre le comte d’Aure, détracteur de Baucher, qui a été nommé Ecuyer en chef. Celui-ci proteste auprès du ministre, Rabbe eut trente nouveaux jours d’arrêt de rigueur qu'il accomplit pendant la traversée de la Méditerranée et de la mer Noire. 
Le 25 octobre 1854, il apprend la mort de Nolan à la bataille de Balaclava qui fait 800 morts, la deuxième brigade légère étant fauchée par les obus russes dans une vallée encaissée. Raabe dit très haut ce que chacun pense. Il écope de trente jours d’arrêt pendant lesquels il écrit Examen du traité de locomotion du cheval relatif à l’équitation de M.J. Daudel, un officier de Chasseurs d’Afrique, critique impitoyable du manuel officiel.
Très doué, Raabe avait pourtant un grave défaut aux yeux de la société militaire de l’époque, hiérarchisée et conservatrice, critique impitoyable, c’était aussi un polémiste ardent qui mit dix ans pour devenir sous-lieutenant et resta capitaine après trente et un ans de service.
Il rentre en France et est décoré de la Légion d'honneur en 1855. Il prend sa retraite le 5 décembre 1861 et devient alors Ecuyer professeur à Paris. Il meurt à 78 ans, d’une crise cardiaque, en rentrant chez lui vers 18 heures, après avoir passé la journée au manège. Il était très haut de taille, mesurant 1m96.

## Apports
Raabe a d'abord été l'un des plus ardents élèves de François Baucher à une époque où une nouvelle équitation est appliquée dans la cavalerie française par décision ministérielle du 17 décembre 1842. Celle ci soulevait dans l'armée, des polémiques passionnées. Raabe publia en 1845, son premier ouvrage d'équitation, le 'Manuel équestre'. Son but était de vulgariser et de faciliter l’application de la méthode Baucher dans la cavalerie française, à l'encontre de ladite nouvelle méthode. 
Excellent analyste et théoricien, c'est un auteur prolifique, qui s'intéresse tout particulièrement au mécanisme, aux membres, aux allures et à la locomotion du cheval,. Raabe a eu la particularité de mettre en parallèle le corps humain et le corps équin pour faire comprendre les mouvements du cheval et leurs conséquences dans l'art de monter à cheval (locomotion, équilibre, balance…). Il est l’auteur de plusieurs « Examens », critiques des ouvrages de référence et des pratiques de son époque. Charles Mismer le décrit comme « un homme de haute taille, se rattachant au type du capitaine routier du Moyen Âge ; Gœthe eut choisi sa tête sarcastique pour incarner au théâtre son Méphistophélès. Avec des qualités militaires de premier ordre, il avait des singularités de conduite, une sorte de farouche misanthropie et une langue à l'emporte-pièce qui nuisirent à sa carrière.» Et de fait, quelques mois avant la débâcle militaire de 1870, Raabe a publié la Théorie raisonnée du cavalier à cheval, un petit livre à couverture jaune, très répandu dans le monde militaire. Dans l'avant-propos, il y faisait mention de ses déboires quant au rejet des propositions pour faire bénéficier la cavalerie française de ses découvertes et perfectionnements en équitation. 
Après vingt années d'observations et d'études constantes et progressives de la mécanique motrice du cheval, Raabe présente très complètement dans son Traité de haute équitation publié en 1863, les allures du pas, de l'amble, du trot et du galop.
L’hippologie française considère que Raabe a fait en quelque sorte passer l'équitation
de l'empirisme à la science.  
Il est notamment l'inventeur du cadran hippique, un instrument de sa fabrication permettant de comprendre le mécanisme de mouvement des membres du cheval selon les allures.
Il s'agit de deux disques de taille différente, superposés l'un sur l'autre. Le disque extérieur, le plus grand des deux, représente les membres antérieurs, l'autre, plus petit et situé au milieu du premier, représente les membres postérieurs. Un axe à deux pointes, fixé lui aussi au centre du double disque, partage les disques par moitié. Chaque disque affiche une partie noircie représentent un pied à l'appui et une partie claire représentant un pied en l'air. Par rotation du disque intérieur sur le disque extérieur, l'axe à deux pointes permet de comprendre les diverses attitudes du cheval passant de l'amble au petit trot. Son élève, Étienne Barroil, en a fait une description extrêmement complète dans L'Art équestre. Traité raisonné de haute école d'équitation. Un autre de ses élèves devenu célèbres est le Colonel Henri Bonnal, auteur du traité d'Équitation paru en 1890.
Le général Decarpentry l’a décrit comme  un théoricien rigoureux, un exécutant remarquable, l’un des piliers de la nouvelle Église équestre, tant par ses ouvrages que par son enseignement pratique.
Le XIXe siècle est l'époque d'une analyse scientifique poussée des mouvements du cheval, notamment par l'École d'Alfort. Les travaux du Capitane Raabe s'inscrivent dans ce cadre. 
Élève de François Baucher, il est fidèle à ses principes mais y apporte également quelques nuances, notamment au niveau de l'utilisation de l'éperon auquel il préfère la cravache,,.

## Œuvres
Ses principaux ouvrages sont:
- Manuel équestre, contenant les modifications proposées pour rendre définitive la nouvelle méthode d’équitation provisoire approuvée par le ministre de la Guerre, pour dresser les jeunes chevaux d’après les principes de M. Baucher, le 17 décembre 1842, Douai, Imp. d’Aubers, 1845, 150 p.
- Résumé de la Nouvelle École d’Equitation de M. Baucher, 1848
- Examen du Cours d’Equitation de M. d’Aure (Saumur, 1852), Marseille, Imp. M. Olive, 1854, 208 p.
- Examen du Traité de Locomotion du Cheval relatif à l’équitation de M. Daudel (Saumur, 1854), Marseille Imp. Arnaud et Cie, 1856, 74 p
- Examen du Bauchérisme réduit à sa plus simple expression, ou l’Art de dresser les chevaux d’attelage, de dame, de promenade, de chasse etc. de M. Rul, Paris Ed. J. Dumaine, 1857, 55p.
- Locomotion du cheval : Examen des Traités de l’Extérieur du Cheval et des principaux animaux domestiques de M. F. Lecoq et Traité de physiologie comparée des animaux domestiques de M. G. Colin, Paris, Imp. J. Dumaine, 1834-1856, 2. Vol.
- Locomotion du cheval. Examen des allures selon M. H. Bouley, Extrait du "Nouveau dictionnaire pratique de médecine" publié par MM. H. Bouley et Reynal, Paris Éd. J. Dumaine, 1857, 62p.
- L'Hippo-Lasso , appareil compressif servant à maîtriser le cheval, le mulet, etc. avec Adolphe Jean Baptiste Lunel, Paris, Imp. J. Dumaine,1859, 32p.
- Examen de la théorie de la similitude des angles de M. Le General Morris (janvier 1859), Paris, 1860
- Méthode de haute école d'équitation, avec Atlas, 19 planches : dessins, graphiques, schémas, Marseille, Imp. Camoin frères, I. vol, 1863-1864, 331p.
- Théorie raisonnée de l'école du cavalier à cheval : à l'usage de MM. les instructeurs, Paris, imp. Champ de Mars, 1870, 288p.
- Locomotion du cheval, cadran hippique des allures marchées, Paris, 1883.